# Letheobia pauwelsi
Espèce
Letheobia pauwelsi est une espèce de serpents de la famille des Typhlopidae. 

## Répartition
Cette espèce est endémique du Gabon.

## Étymologie
Cette espèce est nommée en l'honneur d'Olivier Sylvain Gérard Pauwels qui a collecté le premier spécimen.

## Publication originale
- Wallach, 2005 : Letheobia pauwelsi, a new species of blindsnake from Gabon (Serpentes: Typhlopidae). African Journal of Herpetology, vol. 54, no 1, p. 85-91.